# Laurent Melki
Pour les articles homonymes, voir Melki.
Laurent Melki, né en 1960 à Avignon, est un dessinateur, illustrateur et affichiste français.

## Biographie
Dès l’âge de 14 ans, Laurent Melki suit des cours de croquis de nu à l’École du Louvre. Après le baccalauréat, il entre à l’École Supérieure d'Arts Graphiques de Paris dont il sort diplômé en 1982.
À partir du début des années 1980, Laurent Melki réalise des centaines d’affiches et de jaquettes vidéo de films d’horreur et de films fantastiques, parmi lesquelles Blood Feast, 2000 Maniacs, La Baie sanglante, La Dernière maison sur la gauche, Frissons, Vidéodrome, Creepshow, Freddy 3 : les griffes du cauchemar, Le Cauchemar de Freddy, La Nuit des morts vivants, Zombie, Le Jour des morts-vivants. Il illustre les jaquettes vidéo de nombreux films de Jean-Paul Belmondo édités chez Fil à Film tels que Peur sur la ville, L'Alpagueur, Le Professionnel ou Le Solitaire.
Laurent Melki travaille également pour la presse et réalise des couvertures de L’Express, Le Point, Lui, Télé Loisirs, Mad Movies, Impact, Vidéo 7.
Il est l'illustrateur des couvertures des romans des collections « SCUM » (éd. Fleuve noir, 1986-1988) et « Soldats de fortune » (éd. G. de Villiers, 1990-1992).
Il signe ses œuvres Melki.